# ションダ・ライムズ
ションダ・ライムズ（Shonda Rhimes、1970年1月13日 - ）は、アメリカ合衆国の脚本家、テレビ監督、テレビプロデューサー。
医療ドラマ『グレイズ・アナトミー 恋の解剖学』およびそのスピンオフ・ドラマ『プライベート・プラクティス 迷えるオトナたち』の原案者・主脚本家・製作総指揮として知られる。
2007年5月、タイム100にリストアップされた。
医療ドラマ『Off the Map』（2011年）の製作総指揮も行ったほか、ABCの2011年-2012年シーズンのミッドシーズンに開始となったドラマ『スキャンダル 託された秘密』（2012年4月5日放送開始）の企画・構成も担当した。

## 来歴
ションダ・ライムズは、大学教授と大学事務員の娘としてイリノイ州シカゴで生まれ、同州のパークフォレスト・サウス（Park Forest South、現在のユニバーシティパーク）で2人の兄、2人の姉とともに暮らした。子供の頃から物語を話して聞かせることを好んだ。高校生の時に病院でボランティアを務めたことが、病院環境への興味をかき立てた。
Marian Catholic高校（シカゴハイツ）に通った後、ダートマス大学に入学し、学士号を取得。ダートマス大学では、フィクション製作や監督の他、舞台演技も行った。
大学卒業後、兄または姉の1人とともにサンフランシスコに引っ越し、広告業界に就職。その後、USCで脚本の勉強をするため、ロサンゼルスに移った。ライムズはクラスでトップの成績を収め、Gary Rosenberg Writing Fellowship Awardを受賞。南カリフォルニア大学（USC）映画芸術学部（en:USC School of Cinematic Arts）でMFA（修士号）を取得した。

## ハリウッド業界での職歴

### 初期： 1995年 - 2004年
USC卒業後、ハリウッドで脚本の仕事が得られず、生計を立てるためにオフィス事務員など、さまざまな仕事を行った。職業斡旋所のカウンセラーとして、精神疾患者やホームレスに職業スキルを教えたこともある。この時期、ドキュメンタリー映画『Hank Aaron: Chasing the Dream』（1995年公開、ピーボディ賞受賞）のリサーチ・ディレクターも担当した。
1998年、ジェイダ・ピンケット＝スミスとジェフリー・ライト主演の短編映画『Blossoms and Veils』で監督デビュー。
自作の長編映画用脚本がニュー・ライン・シネマに買い取られ、それが契機となってテレビ映画『アカデミー 栄光と悲劇』（HBO局で1999年に放送）の脚本を任されることになった。主演のハル・ベリーは、この作品で多くの賞を獲得した。
2001年、歌手ブリトニー・スピアーズの女優デビュー映画『ノット・ア・ガール』の脚本を執筆。同作は評論家には酷評されながらも、世界全体で6000万ドルのチケット売上を計上した。
2004年、人気ディズニー映画『プリティ・プリンセス』（2001年）の続編となる『プリティ・プリンセス2/ロイヤル・ウェディング』の脚本を担当。続編は第1作ほどの興行成績は挙げられなかったものの、ジュリー・アンドリュースと一緒に仕事をできた経験だけでも貴重だと、ライムズは後日、述べた。

### 『グレイズ・アナトミー』など： 2005年以降
自らの製作会社"ShondaLand"を立ち上げ、これ以後の番組の製作に関わるようになる。
2005年3月27日、ライムズの原案・主脚本・製作総指揮によるテレビドラマ『グレイズ・アナトミー 恋の解剖学』が、ABC系列のミッドシーズン番組として放送開始となった。ワシントン州シアトルにあるという設定の架空の大病院、シアトル・グレース病院（Seattle Grace Hospital）の外科医たちに焦点を当てた物語で、タイトル・キャラクターのメレディス・グレイ（演：エレン・ポンピオ）を含むアンサンブル・キャストが登場する。当初の放送枠は、『デスパレートな妻たち』直後の日曜22時枠であった。
2006年5月16日、ABCは『グレイズ・アナトミー』を木曜夜の番組編成の要とするため、翌シーズンから木曜21時枠に移動することを発表した。アメリカ合衆国のプライムタイム番組編成において、木曜は最も競争が激しい曜日とされている。特に21時枠では、当時の週間視聴者数ランキングで不動の首位にあった『CSI:科学捜査班』（CBS系列）が放送されていた。その裏にあえて移動するということは、ABCが『グレイズ・アナトミー』に抱く自信を示すものであると、テレビ評論家たちは分析した。
2007年9月26日、『グレイズ・アナトミー』のスピンオフ・ドラマ『プライベート・プラクティス 迷えるオトナたち』がABC系列で放送開始。やはり、ライムズの原案・製作総指揮による番組である。『グレイズ・アナトミー』のレギュラー・キャラクター、アディソン・モンゴメリー医師（ケイト・ウォルシュ）が、シアトル・グレース病院に別れを告げ、友人たちがカリフォルニア州サンタモニカで開いている共同医療センターに開業医として参加することになったという設定である。こちらには、ティム・デイリー、エイミー・ブレネマン、オードラ・マクドナルド、テイ・ディグスというアンサンブル・キャストが登場。第1シーズンは2007年-2008年全米脚本家組合ストライキの影響で短縮され、わずか9話しか放送されなかった。2013年、第6シーズンをもって終了した。
2010年、ライムズはABC系列向けのパイロット版『Inside the Box』を企画した。こちらは女性中心のアンサンブル・キャストによる、ワシントンD.C.のネットワーク・ニュース局を舞台としたドラマである。野心的なキャセリンという女性ニュース・プロデューサーやその仕事仲間たちが、特ダネを求めて躍起になる一方で、個人的な敵愾心と良心の呵責のバランスをうまく保とうとするという設定。この作品は、テレビ放送には至らなかった。
2011年、ライムズは医療ドラマ『Off the Map』（ABC系列で、2011年1月12日から4月6日まで放送）の製作総指揮を務めた。原案者は『グレイズ・アナトミー』の脚本家、ジェナ・バンズで、アマゾン熱帯雨林の奥地で診療所を営む医師たちに焦点を当てた物語である。2011年5月13日、ABCは同番組の打ち切りを正式に発表した。
2011年5月、ABCはライムズ脚本によるパイロット版『スキャンダル 託された秘密』の採用を決定。パブリック・リレーションズにおける危機管理のエキスパート、オリヴィア・ポープ（ケリー・ワシントン）を主人公とする政治ドラマである。そのモデルは、ジョージ・H・W・ブッシュ政権下で大統領の補佐を務めたジュディ・スミス。2012年4月5日に第1話が放送された。2018年春、シーズン7をもって完結した。
2012年には『Gilded Lillys』というドラマのパイロット版も企画・製作したが、テレビ放送には至らなかった。
2014年〜2019年、『殺人を無罪にする方法』の製作総指揮を全6シーズン務めた。
2014年秋シーズンのABCでは、木曜夜8時から11時まで、ShondaLand製作のドラマ3作（『グレイズ・アナトミー』『スキャンダル』『殺人を無罪にする方法』）を連続して放送していた。
2017年、Netflixとの間で複数年にわたる独占契約を結んだ。

## 私生活
2002年6月にハーパー、2012年2月にエマーソン・パールを、それぞれ養女に迎えた。

## 作品
| 年           | 作品名                                                                                | クレジット | クレジット | クレジット |
| 年           | 作品名                                                                                | 監督       | 脚本       | 製作       |
| ------------ | ------------------------------------------------------------------------------------- | ---------- | ---------- | ---------- |
| 1995         | Hank Aaron: Chasing the Dream                                                         | Yes        | No         | No         |
| 1998         | Blossoms and Veils                                                                    | Yes        | Yes        | Yes        |
| 1999         | アカデミー 栄光と悲劇 Introducing Dorothy Dandridge                                   | No         | Yes        | No         |
| 2002         | ノット・ア・ガール Crossroads                                                         | No         | Yes        | No         |
| 2004         | プリティ・プリンセス2/ロイヤル・ウェディング The Princess Diaries 2: Royal Engagement | No         | Yes        | No         |
| 2005–present | グレイズ・アナトミー 恋の解剖学 Grey's Anatomy                                        | No         | Yes        | Yes        |
| 2007–2013    | プライベート・プラクティス 迷えるオトナたち Private Practice                          | No         | Yes        | Yes        |
| 2009         | Inside the Box                                                                        | No         | No         | Yes        |
| 2009         | Seattle Grace: On Call Webisodes                                                      | No         | No         | Yes        |
| 2009         | Seattle Grace: Message of Hope Webisodes                                              | No         | No         | Yes        |
| 2011         | Off the Map                                                                           | No         | No         | Yes        |
| 2012         | Gilded Lilys                                                                          | No         | No         | Yes        |
| 2012–2018    | スキャンダル 託された秘密 Scandal                                                     | No         | Yes        | Yes        |
| 2014–2020    | 殺人を無罪にする方法 How to Get Away with Murder                                      | No         | No         | 総指揮     |
| 2025         | ザ・レジデンス The Residence                                                          | No         | No         | Yes        |

## 受賞歴
- 2003年、ブリトニー・スピアーズ主演の映画『ノット・ア・ガール』（2002年公開）で、ラジー賞の最低脚本賞にノミネートされた[19]。
- 2005年、『プリティ・プリンセス2/ロイヤル・ウェディング』（2004年公開）でブラック・リール賞の脚本賞（オリジナルまたは脚色）にノミネートされた。
- 3つのエミー賞にノミネートされている。2006年にドラマ作品賞とドラマ脚本賞にノミネートされ、2007年にドラマ作品賞にノミネートされた。
- 2006年から2008年まで3年連続、『グレイズ・アナトミー 恋の解剖学』で全米製作者組合（PGA）賞のテレビドラマ部門でノミネートされ、2007年に受賞。
- 2006年と2007年、同僚たちとともに全米脚本家組合（WGA）賞のテレビ部門でノミネートされ、2006年に受賞。
- 2007年、『グレイズ・アナトミー 恋の解剖学』のキャストとともに、Women in Filmによるルーシー賞を受賞。テレビ媒体を通して女性のイメージを向上させた作品における卓越性と革新性を称えたものである[20]。
- 2007年、『グレイズ・アナトミー』の「It's the End of the World」というエピソード（2006年放送）で、NAACPイメージ・アワードのドラマシリーズ脚本賞を受賞。
- 2008年、『グレイズ・アナトミー』の「A Change Is Gonna Come」というエピソード（2007年放送）で、NAACPイメージ・アワードのドラマシリーズ脚本賞を受賞。同賞には『プライベート・プラクティス 迷えるオトナたち』の「In Which We Meet Addison, A Nice Girl From Somewhere Else」」もノミネートされていた。
- 2009年、2010年にも『グレイズ・アナトミー』でNAACPイメージ・アワードのドラマシリーズ脚本賞を受賞（前者は「Freedom」、後者は「What a Difference a Day Makes」というエピソード）。